# Норренберг, Петер
Петер Норренберг (1 декабря 1847, Кёльн — 29 мая 1894, Рёндорф) — германский католический священник, историк и общественный деятель, научный писатель.

## Биография
В 1867 году, окончив Марцельскую гимназию в Кёльне, поступил изучать философию и богословие в Боннский университет, в 1871 году после обучения в Кёльнской духовной семинарии был рукоположён. Степень доктора философии получил в Ростоке, после чего на протяжении 20 лет был капланом в Фирзене, с 1891 года был пастором в Цюхтельне. В период службы занимался как написанием разнообразных исторических сочинений и переводами, так и социальной работой: преподавал в местной гимназии, был инспектором школ и в 1876 году основал женский католический профсоюз для местных ткачих и прядильщиц, который спустя два года насчитывал 450 членов. Благодаря своему знанию английского языка вербовал женщин для работы на местных ткацких фабриках в Великобритании, где условия труда были в то время хуже. В 1881 году основал Ассоциацию благосостояния трудящихся. Был членом Партии Центра. Скончался в 47-летнем возрасте от инсульта.

## Литературная деятельность
За свою жизнь написал большое количество произведений (только в 1873 году вышло сразу шесть его трудов): среди интересовавших его тем были история католической поэзии в германских землях, литературная жизнь Кёльна первой четверти XVI века, история немецкой литературы в целом и комедии в частности, история женского труда, а также собирание нижнерейнских народных песен. Главные работы: «Kölnisches Litteraturleben im XVI Jahrhundert» (1873), «Deutschlands katholische Dichtung der Gegenwart» (1873), «Frauen-Arbeit und Arbeiterinnen-Erziehung in deutscher Vorzeit» (Кёльн, 1880), «Allgemeine Geschichte der Litteratur» (1882, 3 тома).